# Ihr guter Ruf
Ihr guter Ruf ist ein deutsches Stummfilmdrama von 1913 mit Henny Porten in der Hauptrolle.

## Handlung
Chemiker Helms will seinem Kind eine Freude bereiten und bastelt aus diesem Grunde in seinem Labor an einer Rakete. Bei der Probezündung entspringt ein Funke, landet in dem Chemikalienbehälter und setzt dadurch das gesamte Laboratorium in Brand. Bald steht das gesamte Gebäude in Flammen. Helms wird dabei schwer verletzt und erst im letzten Moment aus dem Labor gezogen. Nach einer langen Zeit des Krankenhausaufenthalts ist Helms umso erstaunter, als er sein Labor funkelnagelneu wiederaufgebaut findet. Bezahlt wurden die Kosten von seinen Ersparnissen, aber auch seine Genesung im Hospital hat viel Geld verschlungen. Nun steht Helms vor dem finanziellen Ruin. 
Henny, seine Frau, verheimlicht ihm all diese dramatischen Entwicklungen und tritt mit so genannten „lebenden Bildern“ sogar im Variété auf, um ein wenig Geld dazuzuverdienen. Ihr Mann hat keine Ahnung von ihren Aktivitäten und ist, kaum genesen, schon wieder Tag und Nacht in seinem Labor beschäftigt, um einen neuen Sprengstoff zu mischen. Eines Tages kommt ihm ein Verdacht, und er findet heraus, was Henny hinter seinem Rücken treibt. Durch ihre „Tingel-Tangel“-Aktivitäten sieht er ihren guten Ruf beschädigt. Darüber ist er sehr erbost und macht seiner Frau deswegen Vorhaltungen. Als er jedoch ihre edlen Gründe erfährt, bittet Helms seine Henny reumütig um Verzeihung.

## Produktionsnotizen
Ihr guter Ruf entstand im Messter-Filmatelier in Berlins Blücherstraße 32, passierte die Filmzensur am 15. Februar 1913 und wurde am 23. Mai 1913 uraufgeführt. Der Film besaß drei Akte und war 996 Meter lang.

## Kritik
„Henny Porten … erzielt ihre Wirkungen mit einfachen Mitteln und ohne gesuchte Ziererei. Sie ist immer grenzenlose Bescheidenheit. Auch in ihrem neuen, dreiaktigen Schauspiel „Ihr guter Ruf“ wirken diese Eigenschaften vortrefflich. (…) Diese Auseinandersetzung, von Henny Porten und Herrn Stark vorzüglich gespielt, ist von rührender Feinheit. Aber auch die Szenen im Varieté, die „lebenden Bilder“, sind außerordentlich gelungen.“